# Stazione di Tsudanuma
La Stazione di Tsudanuma (津田沼駅?, Tsudanuma-eki) è una stazione ferroviaria situata nella città di Narashino, nella prefettura di Chiba, che serve le linee Chūō-Sōbu e Sōbu Rapida della JR East.

## Linee
East Japan Railway Company
■ Linea Chūō-Sōbu
■ Linea Sōbu Rapida

## Struttura
La stazione è dotata di tre banchine centrali a isola con sei binari su viadotto.
| 1   | ■ Linea Sōbu Rapida | per Inage e Chiba                           | Alcuni treni usano il binario 2 |
| 2-3 | ■ Linea Sōbu Rapida | per Kinshichō, Tokyo, Yokohama e Kurihama   | Alcuni treni usano il binario 1 |
| 4   | ■ Linea Chūō-Sōbu   | per Makuhari-Hongō, Inage e Chiba           | |
| 5-6 | ■ Linea Chūō-Sōbu   | per Funabashi, Akihabara, Shinjuku e Mitaka | Il binario 5 è riservato ai treni terminanti a questa stazione che effettuano il servizio all'interno della linea Tōzai della metropolitana di Tokyo |

## Stazioni adiacenti
| «                             | Servizio        | »               |
| Linea Chūō-Sōbu               | Linea Chūō-Sōbu | Linea Chūō-Sōbu |
| ----------------------------- | --------------- | --------------- |
| Higashi-Funabashi             | Locale          | Makuhari-Hongō  |
| Linea Sōbu Rapida             |                 |                 |
| Funabashi                     | Rapido          | Inage           |
| Il rapido pendolari non ferma |                 |                 |